# Candidatura de Marruecos para la Copa Mundial de Fútbol 2026
Marruecos 2026 fue una candidatura presentada para la celebración de la Copa Mundial de Fútbol de 2026. Fue vencida por la candidatura de Canadá-Estados Unidos-México el 13 de junio de 2018 en el 68.º Congreso de la FIFA.
La oferta fue presentada el 11 de agosto de 2017 por la Real Federación de Fútbol de Marruecos, compitiendo con la candidatura conjunta presentada por Canadá, Estados Unidos y México.
Marruecos, aprovechó el hecho de ser el organizador del Campeonato Africano de Naciones de 2018 para promocionar su candidatura mundialista para toda África y el mundo, por ejemplo a través de los carteles publicitarios en cada uno de los partidos del torneo.

## Antecedentes
Se trata de la quinta ocasión en la cual el país se presenta como candidato para organizar la Copa Mundial de Fútbol, anteriormente contendió para organizar las ediciones de 1994, 1998, 2006 y 2010, siendo en la primera y en la última ocasión en las que se encontró más cercana a lograr su objetivo. 
En junio de 2015 medios ingleses como The Daily Telegraph y The Sunday Times revelaron que los marroquíes habían ganado la sede del Mundial 2010, pero los resultados finales fueron manipulados para beneficiar a Sudáfrica.
En marzo de 2011, el entonces ministro de Juventud y Deportes de Marruecos, Moncef Belkhayat, declaró al diario francés Le Figaro que su país era capaz de organizar un torneo como la copa del mundo por cuenta propia, siendo la Copa Africana de Naciones 2015 el escenario ideal para demostrarlo. Sin embargo, en noviembre de 2014, el país rechazó organizar el evento en 2015 para evitar la propagación de la epidemia de ébola que afectaba al continente.
En marzo de 2017 el país africano mostró interés en presentar una candidatura para organizar el evento en 2026. Se habló de la posibilidad de presentar una oferta conjunta con España y Portugal, aprovechando los cuestionamientos que sufría la candidatura norteamericana tras la llegada de Donald Trump a la Presidencia de Estados Unidos, lo que servía para presentar una oferta que resaltara la unidad existente entre la Europa cristiana y el África musulmana. La idea contó con el apoyo del rey de España, Felipe VI, sin embargo fue perdiendo fuelle tras la decisión de Portugal de desmarcarse de la propuesta, la cual quedó finalmente descartada cuando la FIFA recordó que las asociaciones de fútbol de Europa y Asia no pueden presentarse a contender por la sede de la Copa del Mundo de 2026 debido a que países pertenecientes a estas federaciones organizan los campeonatos del 2018 y 2022.
Finalmente, Marruecos determinó presentarse por su propia cuenta tras el fallido intento de configurar una propuesta con Argelia y Túnez, la cual sí hubiera evitado las restricciones geográficas impuestas por la FIFA. 

### Experiencia previa
Marruecos ha organizado algunos torneos internacionales. En el caso de competiciones organizadas por la FIFA, el país se encargó de la organización del Mundial de Clubes de la FIFA en las ediciones 2013 y 2014. También ha sido sede de la Copa Africana de Naciones en 1988. Destaca también el haber acogido el Campeonato Juvenil Africano de 1997, el Campeonato Africano Sub-23 de 2011 y el Campeonato Africano Sub-17 de 2013. También organizó el Campeonato Africano de Naciones 2018.

## Proceso de selección
El proceso de selección de la sede del Mundial del 2026 fue confirmado el 10 de mayo de 2016 después de haber sufrido retrasos como consecuencia de los escándalos de corrupción que afectaron a la FIFA, se informó que el proceso de licitación consistiría en cuatro fases:
| Fecha                             | Asunto                                             |
| --------------------------------- | -------------------------------------------------- |
| Mayo de 2016 - mayo de 2017       | Desarrollo de nueva estrategia y fase de consultas |
| Junio de 2017 - diciembre de 2017 | Preparación meticulosa de las candidaturas         |
| Marzo de 2018 - junio de 2018     | Evaluación de las propuestas candidatas            |
| Junio de 2018                     | Elección de la sede                                |

Sin embargo, al no haber ninguna otra candidatura en abril de 2017, los tres países integrantes de la candidatura norteamericana solicitaron a la FIFA acelerar el proceso de elección para que coincidiera con el congreso de la FIFA que se celebrará en Moscú el 13 de junio de 2018. El 11 de mayo de 2017, la mayoría de las federaciones integradas en la FIFA aprobaron la propuesta de las naciones de la Concacaf, como consecuencia de ello el organismo rector del fútbol otorgó un proceso de tres meses para que cualquier país perteneciente a las federaciones de América del Norte, América del Sur, África y Oceanía pudieran presentar propuestas, el plazo venció el 11 de agosto de 2017, mismo día en el cual Marruecos anunció su candidatura de cara a organizar el evento, por lo que finalmente contendieron dos propuestas.
Tras la decisión de adelantar la elección a junio de 2018, la FIFA aprobó un nuevo proceso que pone el 16 de marzo de 2018 como fecha límite para la entrega de las propuestas por parte de los candidatos, entre esa fecha y finales del mes de mayo se realizó la evaluación de las candidaturas, eligiendo finalmente al ganador el 13 de junio.
Finalmente, el 13 de junio de 2018, tal y como estaba previsto , se celebró el 68.º Congreso de la FIFA donde se pusieron a votación las candidaturas de Marruecos y la norteamericana, resultando ganadora esta última con un total de 134 votos frente a los 65 votos recibidos por la candidatura africana, más una abstención.

## Sedes posibles
El 22 de agosto de 2017 el comité de la candidatura de Marruecos estableció una lista de diez estadios en nueve ciudades. La FIFA señala que los estadios deberán tener una capacidad mínima de 40.000 espectadores para los partidos de primera y segunda ronda; 60.000 para los cuartos de final y semifinales; y 80.000 para los juegos de inauguración y la final.
El 26 de marzo de 2018 en la presentación de la candidatura se estableció una lista de catorce estadios en doce ciudades. De estos estadios existen 5 que serán completamente renovados para cumplir con los requisitos relacionados con las capacidades y los estándares de asiento, una completa actualización y renovación de todos los espacios, la iluminación, el aire acondicionado, las instalaciones sanitarias y los estacionamientos. Hay 9 estadios planificados, que cumplirán con todos los requisitos para albergar una copa del mundo.
| Estadios Planteados | Estadios Planteados       | Estadios Planteados                                                      | Estadios Planteados                                                     | Estadios Planteados              | Estadios Planteados |
| Imagen              | Nombre                    | Capacidad                                                                | Partidos                                                                | Equipo Local                     |                     |
| ------------------- | ------------------------- | ------------------------------------------------------------------------ | ----------------------------------------------------------------------- | -------------------------------- | ------------------- |
|                     | Grand Stade de Casablanca | Capacidad durante el mundial 93.000 Capacidad después del mundial 93.000 | Partido inaugural Fase de grupos Dieciseisavos de final Semifinal Final | Selección de fútbol de Marruecos |                     |
|                     | Estadio de Uchda          | Capacidad durante el mundial 45.400 Capacidad después del mundial 45.400 | Fase de grupos Dieciseisavos de final Octavos de final                  | Mouloudia Club d’Oujda           |                     |
|                     | Estadio de Tetuán         | Capacidad durante el mundial 45.600 Capacidad después del mundial 45.600 | Fase de grupos Dieciseisavos de final Octavos de final                  | Moghreb Atlético Tetuán          |                     |

| Estadios Para Renovar | Estadios Para Renovar            | Estadios Para Renovar                                                    | Estadios Para Renovar                                                                   | Estadios Para Renovar                              | Estadios Para Renovar |
| Imagen                | Nombre                           | Capacidad                                                                | Partidos                                                                                | Equipo Local                                       |                       |
| --------------------- | -------------------------------- | ------------------------------------------------------------------------ | --------------------------------------------------------------------------------------- | -------------------------------------------------- | --------------------- |
|                       | Grand Stade de Marrakech         | Capacidad durante el mundial 69.565 Capacidad después del mundial 61.000 | Fase de grupos Dieciseisavos de final Octavos de final Semifinal Tercer y cuarto puesto | Kawkab Athletic Club de Marrakech                  |                       |
|                       | Estadio Adrar                    | Capacidad durante el mundial 46.048 Capacidad después del mundial 41.800 | Fase de grupos Dieciseisavos de final Cuartos de final                                  | Hassania Union Sport Agadir                        |                       |
|                       | Estadio de Fez                   | Capacidad durante el mundial 46.092 Capacidad después del mundial 45.000 | Fase de grupos Dieciseisavos de final Cuartos de final                                  | Maghreb AS Wydad Athletic de Fes                   |                       |
|                       | Estadio Príncipe Moulay Abdellah | Capacidad durante el mundial 46.500 Capacidad después del mundial 46.500 | Fase de grupos Dieciseisavos de final Octavos de final Cuartos de final                 | AS Forces Armées Royales Fath Union Sport de Rabat |                       |
|                       | Estadio Ibn Battouta             | Capacidad durante el mundial 65.000 Capacidad después del mundial 65.000 | Fase de grupos Dieciseisavos de final Cuartos de final                                  | Ittihad Riadhi de Tánger                           |                       |

| Estadios LMS | Estadios LMS          | Estadios LMS                                                             | Estadios LMS                                           | Estadios LMS                                  | Estadios LMS |
| Imagen       | Nombre                | Capacidad                                                                | Partidos                                               | Equipo Local                                  |              |
| ------------ | --------------------- | ------------------------------------------------------------------------ | ------------------------------------------------------ | --------------------------------------------- | ------------ |
|              | Estadio de Casablanca | Capacidad durante el mundial 46.000 Capacidad después del mundial 46.000 | Fase de grupos Dieciseisavos de final Octavos de final | Raja Club Athletic Wydad Athletic Club        |              |
|              | Estadio de El Yadida  | Capacidad durante el mundial 46.000 Capacidad después del mundial 25.000 | Fase de grupos Dieciseisavos de final Octavos de final | Difaâ Hassani El Jadida                       |              |
|              | Estadio de Marrakech  | Capacidad durante el mundial 46.000 Capacidad después del mundial 25.000 | Fase de grupos Dieciseisavos de final Octavos de final | Sin Equipo                                    |              |
|              | Estadio de Mequinez   | Capacidad durante el mundial 46.000 Capacidad después del mundial 25.000 | Fase de grupos Dieciseisavos de final Octavos de final | Club Omnisport de Meknès                      |              |
|              | Estadio de Nador      | Capacidad durante el mundial 46.000 Capacidad después del mundial 20.000 | Fase de grupos Dieciseisavos de final Octavos de final | Fath de Nador CR Al Hoceima Hilal Al Nador    |              |
|              | Estadio de Uarzazat   | Capacidad durante el mundial 46.000 Capacidad después del mundial 20.000 | Fase de grupos Dieciseisavos de final Octavos de final | Club Sportif de la Municipalité de Ouarzazate |              |

## Cuestiones previas a la votación
El periodista deportivo marroquí Ayoub Rafik declaró que existen dudas sobre las posibilidades de triunfo de la candidatura ante el poder de la propuesta norteamericana, mientras Marruecos únicamente ha propuesto diez estadios en su lista inicial, la oferta de Canadá, Estados Unidos y México ofrece 49 estadios acordes a los requerimientos de la FIFA, de los cuales 47 ya están finalizados y dos tienen una fecha de conclusión de su construcción previa al evento, por lo que en palabras del analista, Marruecos deberá enfocar su candidatura en su posición geográfica cercana a Europa o la zona horaria del país.
Otro factor que juega en contra de la candidatura marroquí es el de haber sido derrotada en cuatro ocasiones previas por otras candidaturas, si bien, existen dudas sobre lo ocurrido en la elección de 2010 que finalmente fue adjudicada a los sudafricanos, estas votaciones han demostrado que el país no logró convencer en otras ocasiones ante propuestas previas. La imagen del país como organizador de eventos se vio dañada tras la renuncia a hospedar la Copa Africana de Naciones 2015.
Marruecos podría enfrentar el mismo problema que ha sufrido la organización del Mundial de Catar, al ser un torneo que se disputa durante los meses de verano, el país tiene un clima caluroso, en el mes de junio se alcanza una temperatura promedio de 33 °C y en julio llega a los 37 °C, dato especialmente habitual en ciudades como Marrakech y Fez, lo que podría alejar algunos votos, sin embargo, el país propone que la mayoría de sus sedes se localicen en la zona costera, en donde las condiciones climatológicas suelen ser más suaves por la ayuda de la Corriente de las Islas Canarias.
Las políticas exteriores del país también podrían jugar en contra del proyecto, entre 1984 y 2017, Marruecos se alejó del resto de África como consecuencia del apoyo de la Organización para la Unidad Africana y algunos países miembros al Frente Polisario, en sus intenciones de reconocer la República Árabe Saharaui Democrática y que Marruecos ocupa ilegalmente. Fue hasta el 31 de enero de 2017 cuando el estado marroquí volvió a formar parte de la ahora llamada Unión Africana gracias al apoyo de 39 países miembros. Debido al aislacionismo que el país mantuvo durante más de tres décadas, las naciones del África subsahariana se han mantenido alejadas de una nación que miraba hacia Europa, situación que el país ha tratado de remediar mediante visitas políticas y acuerdos económicos con los estados del sur pese a mantener su estatus como puerta de Europa ante organismos externos, eso junto con su alianza con Estados Unidos de cara a combatir al terrorismo internacional ha despertado el recelo de una parte de los africanos.
Ante las autoridades del balompié mundial es un país donde conviven pacíficamente musulmanes, judíos y cristianos, es cierto que la influencia del Islam es la más notable y, tomando en cuenta que el Mundial de 2022 será celebrado en un país de raíz cultural similar, es probable que los electores de la sede mundialista de 2026 se inclinen por otra alternativa en su afán de mostrar la diversidad de su organización.